# Цеттліц
Цеттліц (нім. Zettlitz) — громада в Німеччині, розташована в землі Саксонія. Входить до складу району Середня Саксонія. Складова частина об'єднання громад Рохліц.
Площа — 15,64 км2. Населення становить 668 ос. (станом на 31 грудня 2020).